# Boiruna maculata
Espèce
Synonymes
- Brachyruton occipitoluteum Duméril, Bibron & Duméril, 1854
- Clelia occipitolutea (Duméril, Bibron & Duméril, 1854)
- Oxyropus maculatus Boulenger, 1896

Statut CITES
Boiruna maculata est une espèce de serpents de la famille des Dipsadidae.

## Répartition
Cette espèce se rencontre dans le Nord et l'Ouest de l'Argentine, en Uruguay, au Paraguay, dans le sud de la Bolivie et dans le Sud du Brésil.

## Description
Ce sont des serpents plutôt petits qui naissent rouge ou orange et deviennent gris sombre à noir en grandissant.

## Publication originale
- Boulenger, 1886 : A synopsis of the reptiles and batrachians of the province Rio Grande do Sul, Brazil. Annals and Magazine of Natural History, sér. 5, vol. 18, no 108, p. 423-445 (texte intégral).